# Фалтс (Іллінойс)
Фалтс (англ. Fults) — селище (англ. village) в США, в окрузі Монро штату Іллінойс. Населення — 28 осіб (2020).

## Географія
Фалтс розташований за координатами 38°9′51″ пн. ш. 90°12′46″ зх. д. / 38.16417° пн. ш. 90.21278° зх. д. (38.164093, -90.212805).  За даними Бюро перепису населення США в 2010 році селище мало площу 0,17 км², уся площа — суходіл. В 2017 році площа становила 0,14 км², уся площа — суходіл.

## Демографія
Згідно з переписом 2010 року, у селищі мешкало 26 осіб у 11 домогосподарстві у складі 10 родин. Густота населення становила 152 особи/км².  Було 11 помешкання (64/км²).
Расовий склад населення:
| - 96,2 % — білих |

До двох чи більше рас належало 3,8 %. Частка іспаномовних становила 0,0 % від усіх жителів.
За віковим діапазоном населення розподілялося таким чином: 15,4 % — особи молодші 18 років, 80,8 % — особи у віці 18—64 років, 3,8 % — особи у віці 65 років та старші. Медіана віку мешканця становила 49,0 року. На 100 осіб жіночої статі у селищі припадало 116,7 чоловіків;  на 100 жінок у віці від 18 років та старших — 100,0 чоловіків також старших 18 років.
Середній дохід на одне домашнє господарство  становив 106 583 долари США (медіана — 111 250), а середній дохід на одну сім'ю — 106 583 долари (медіана — 111 250). 
Цивільне працевлаштоване населення становило 12 особи. Основні галузі зайнятості: освіта, охорона здоров'я та соціальна допомога — 33,3 %, роздрібна торгівля — 16,7 %, науковці, спеціалісти, менеджери — 16,7 %.